# Гемптон (Нью-Джерсі)
Гемптон (англ. Hampton) — місто (англ. borough) в США, в окрузі Гантердон штату Нью-Джерсі. Населення — 1438 осіб (2020).

## Географія
Гемптон розташований за координатами 40°42′16″ пн. ш. 74°58′18″ зх. д. / 40.70444° пн. ш. 74.97167° зх. д. (40.704550, -74.971570).  За даними Бюро перепису населення США в 2010 році місто мало площу 4,00 км², з яких 3,97 км² — суходіл та 0,04 км² — водойми.

## Демографія
Згідно з переписом 2010 року, у селищі мешкала 1401 особа в 570 домогосподарствах у складі 368 родин. Густота населення становила 350 осіб/км².  Було 612 помешкання (153/км²).
Расовий склад населення:
| - 92,3 % — білих - 2,5 % — чорних або афроамериканців - 1,9 % — азіатів - 0,7 % — корінних американців - 0,1 % — вихідців з тихоокеанських островів - 1,0 % — осіб інших рас |

До двох чи більше рас належало 1,6 %. Частка іспаномовних становила 5,4 % від усіх жителів.
За віковим діапазоном населення розподілялося таким чином: 21,6 % — особи молодші 18 років, 65,0 % — особи у віці 18—64 років, 13,4 % — особи у віці 65 років та старші. Медіана віку мешканця становила 41,6 року. На 100 осіб жіночої статі у селищі припадало 101,0 чоловіків;  на 100 жінок у віці від 18 років та старших — 97,0 чоловіків також старших 18 років.
Середній дохід на одне домашнє господарство  становив 83 390 доларів США (медіана — 72 045), а середній дохід на одну сім'ю — 98 659 доларів (медіана — 92 500). Медіана доходів становила 57 857 доларів для чоловіків та 57 500 доларів для жінок. За межею бідності перебувало 5,5 % осіб, у тому числі 5,1 % дітей у віці до 18 років та 12,2 % осіб у віці 65 років та старших.
Цивільне працевлаштоване населення становило 633 особи. Основні галузі зайнятості: освіта, охорона здоров'я та соціальна допомога — 28,8 %, роздрібна торгівля — 14,8 %, науковці, спеціалісти, менеджери — 10,0 %, виробництво — 9,6 %.